# Order Łaźni
Order Łaźni (pełna nazwa Wielce Zaszczytny Order Łaźni, ang. The Most Honourable Order of the Bath) – brytyjskie odznaczenie wprowadzone przez króla Jerzego I 18 maja 1725, aczkolwiek początków odznaczenia szukać należy w średniowieczu, prawdopodobnie nie wcześniej niż w 1128 roku. Nazwa odznaczenia pochodzi z rycerskiego ceremoniału, na który składały się post, modły i kąpiel poprzedzające dzień pasowania. Order Łaźni otrzymują monarcha, książę Walii i dekorowani. 
Przyznawany jest w trzech klasach różniących się wyglądem:
- Kawaler Krzyża Wielkiego lub Dama Krzyża Wielkiego – Knight Grand Cross lub Dame Grand Cross (GCB) – wielka wstęga i łańcuch,
- Kawaler Komandor lub Dama Komandor – Knight Commander lub Dame Commander (KCB lub DCB) – krzyż komandorski z gwiazdą,
- Towarzysz – Companion (CB) – krzyż komandorski.

Istnieją dwie kategorie orderu: cywilna (w formie owalnego medalionu) i wojskowa (w formie krzyża).
Pomyślany wstępnie jako odznaczenie za męstwo, obecnie nadawany jest także cywilom, mężczyznom i kobietom. Zawołaniem orderu jest łacińska maksyma Tria iuncta in uno (trzy złączone w jednym), co może odnosić się do Trójcy Świętej, jak i do (co bardziej prawdopodobne) unii Anglii, Szkocji i Irlandii. Drugim mottem jest staroniemieckie Ich dien (służę) – dewiza księcia Walii, ale odnosi się wyłącznie do dekorowanych wojskowych.
Order Łaźni jest obecnie trzecim w hierarchii orderem brytyjskim, po Orderze Podwiązki i Orderze Ostu (dawniej Order Świętego Patryka, związany z Irlandią, był na trzecim miejscu, ale współcześnie istnieje wyłącznie w teorii; nikt nie został nim odznaczony po 1934, a ostatni kawaler zmarł w 1974).
Odznaczenie Orderem Łaźni połączone jest z uroczystością w kaplicy orderowej, którą jest kaplica Henryka VII w Opactwie Westminsterskim. Chór kaplicy jest ozdobiony herbami kawalerów i dam wszystkich klas orderu, a odznaczeni wyższymi klasami są zaszczycani umieszczeniem w kaplicy ich klejnotów herbowych naturalnej wielkości, rzeźbionych w drewnie lipowym, polichromowanym i pozłacanym. Ponieważ przyznanie orderu równoznaczne jest z nadaniem szlachectwa, taką reprezentację heraldyczną otrzymują także odznaczeni nieposiadający wcześniej własnych herbów. Przywilej nadania herbu przysługuje również obcokrajowcom odznaczonym orderem, lecz bez nobilitacji i prawa używania tytułu sir przed imieniem.
Liczba osób odznaczonych orderem, tj. członków orderu, jest ściśle określona jego statutami, które przewidują:
- 120 kawalerów i dam wielkiego krzyża (łącznie z Wielkim Mistrzem Orderu);
- 355 kawalerów komandorów i dam komandorów;
- 1 925 towarzyszy[3].

## Odznaczeni
Wśród Polaków odznaczonych Orderem Łaźni można wymienić Pawła Edmunda Strzeleckiego (jako jednego z pierwszych cywili, który otrzymał ten order), wiceadm. Jerzego Świrskiego, gen. Władysława Andersa, gen. Stanisława Maczka, gen. Józefa Dowbor-Muśnickiego, gen. Stanisława Szeptyckiego, gen. Stanisława Tatara, gen. Bronisława Regulskiego i gen. Stanisława Kopańskiego, oraz prezydentów RP: Lecha Wałęsę i Aleksandra Kwaśniewskiego.